# Byåker
Byåker – miejscowość (småort) w Szwecji w gminie Härnösand w regionie Västernorrland. Około 96 mieszkańców.